# Leptospira broomii
Leptospira broomii é uma espécie de Leptospira isolada de humanos com leptospirose. A cepa do tipo é 5399T (=ATCC BAA-1107T =KIT 5399T).